# Гленни-Смит, Ник
Ник Гленни-Смит (англ. Nick Glennie-Smith; род. 1951) — британский композитор, наиболее известный благодаря саундтреку к фильму «Скала». Он также является автором саундтреков к фильмам «Один дома 3», «Человек в железной маске» (англ. The Man in the Iron Mask), «Мы были солдатами» (англ. We Were Soldiers) и некоторым другим.
Родился в Лондоне 3 октября 1951 года. С 1992 года он сотрудничал с Хансом Циммером (в том числе на мультфильме «Король Лев») и работал в компании Циммера и Адама Рифкина Media Ventures (ныне Remote Control Productions), но ушёл от них в конце 90-х. Соло-карьера Гленни-Смита не сложилась, поэтому в последние годы он участвовал в написании саундтреков опять вместе с Media Ventures: к таким фильмам, как «Пираты карибского моря» и «Король Артур» (2004 год).
Ник Гленни-Смит женат, и его жена, сын и дочь также музыканты.